# Blue Dialect
Blue Dialect ist ein Jazzalbum von Mario Pavone. Die am 20. und 21. August 2014 in den Systems Two Studios, Brooklyn, New York City, entstandenen Aufnahmen erschienen am 17. März 2015 auf Clean Feed Records.

## Hintergrund
Pavone ist ein Bassist, der auch schon zuvor Trios geleitet hatte, das Arc Trio (2013), mit Craig Taborn und Gerald Cleaver sowie seine Zusammenarbeit mit Peter Madsen und Matt Wilson, etwa in Remembering Thomas (1999) oder in Mythos (2002). Blue Dialect war die erste Veröffentlichung der Gruppe um Mario Pavone, die später Mario Pavone Dialect Trio genannt wurde. Mit dem Bassisten spielten der Pianist Matt Mitchell und der Schlagzeuger Tyshawn Sorey. Pavone (der im Mai 2021 starb) legte mit diesem Trio noch die beiden Alben Chrome (Playscape Recordings, 2017) und Philosophy (Clean Feed, 2019) vor.

## Titelliste
- Mario Pavone: Blue Dialect (Clean Feed CF319CD)[2]

1. Suitcase in Savannah 4:26
2. Xapo 5:37
3. Reflections 3:37
4. Two One 5:45
5. Zines 4:19
6. Silver Print 4:35
7. Language 5:18
8. Trio Dialect (Matt Mitchell, Tyshawn Sorey) 4:40
9. Blue 8:22

Sofern nicht anders angegeben, stammen alle Kompositionen von Mario Pavone.

## Rezeption
Nach Ansicht von Mark Corroto, der das Album in All About Jazz rezensierte, werde es wohl keine Klaviertrios mehr geben, die von Thelonious Monk und Bill Evans angeführt werden. aber zum Glück gebe es nach wie vor Kombinationen, Begegnungen und Partnerschaften, in denen Spieler nur deshalb zusammenkommen, um besondere Musik zu machen. Das Dialect Trio des Bassisten Mario Pavone mit Matt Mitchell und Tyshawn Sorey sei jedenfalls einer dieser magische Treffpunkte. Pavone sei ein außergewöhnlicher Bassist, der auch schon zuvor Trios geleitet hatte. Wie für seine anderen Bands schreibe Pavone hier Musik, die die Führungsaufgabe des Bandleaders umgehe. Die Konstruktion des Trios bestehe vielmehr aus einem gleichseitigen Dreieck. Pavone wählte dafür Musik von früheren Alben aus, wie die zwei Stücke „Xapo“ und „Zines“ von seiner Septett-Platte Deez to Blues von 2006. Worin dieses Trio glänzt, so der Autor, sei der teuflische Groove, den es beschwöre. Pavones Stärke scheine sein Talent zu sein, Gruppen zusammenzustellen, die sich einfach zu einer herausfordernden und ansprechenden Musik zu verbinden scheinen. Es sei beängstigend zu denken, wie diese Band klingen würde, wenn sie jeden Abend zusammen spielen würden.

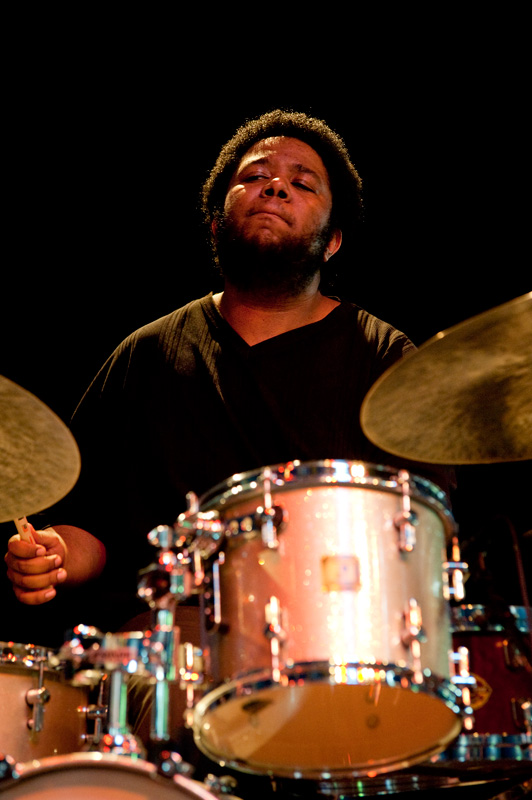
Tyshawn Sorey, moers festival 2010

Mike Shanley schrieb in JazzTimes, das Titelstück „Blue Dialect“ sei das linearste Beispiel für Pavones Komponieren für Trios. In Verbindung mit dem Titel scheint es eine Untersuchung der Denkprozesse der Spieler zu bieten. Während des restlichen Albums würde die Vorgehensweise verknotet klingen, so der Autor. Es sei jedoch nicht ganz so dicht wie Fiction, Matt Mitchells Album von 2013, aber es fühle sich fast genauso geschäftigt an. Nicht dass Blue Dialect undurchdringlich wäre; die Energie fließe unvermindert durch das Album, und der letzte Track „Blue“ bringe das Triospiel zum Kochen. Sorey sei weiterhin einer der aufregendsten Schlagzeuger des modernen Jazz und nutzte seine gesamte Ausrüstung, um die Band voranzutreiben. Mitchell hingegen produziere einen endlosen Ideenfluss, der häufig auf eine Weise harmonisiere, die ein zusätzliches Instrument impliziere. Pavone wiederum verankere abwechselnd die Gruppe und bewege sich frei in seinen Kompositionen.